# Эндрюс, Джордж (математик)
Джордж Эйр Эндрюс (англ. George Eyre Andrews; род. 4 декабря 1938) — американский математик, известный работами в теории чисел, анализе и комбинаторике.

## Образование и карьера
Учился в Университете штата Орегон.
Защитил диссертацию в 1964 году под руководством Ганса Радемахера в Пенсильванском университете.
В настоящее время профессор математики в Университете штата Пенсильвания.

## Вклад
Наиболее известны его работы о Q-символе Похгаммера, специальным функциям, комбинаторике.
Он считается ведущим экспертом в теории разбиений.
В 1976 году он обнаружил и исследовал так называемую «потерянную тетрадь» Рамануджана.

## Признание
- Член Национальной академии наук США (2003)[4][8]. Он был избран человеком Американской академии искусств и наук в 1997 году.[9] В 2012 году он стал стипендиатом Американского математического общества.[10]

- В 2008—2009 годах он был президентом[11] из Американского математического общества.

- Почётные докторские степени:[12][13]
  - Университет Пармы в 1998 году
  - Флоридский университет в 2002 году
  - Университет Уотерлу в 2004 году
  - Университет в городе Кумбаконам, Индия в 2012 году
  - Иллинойсский университет в Урбане-Шампейне в 2014 году

## Публикации
- Selected Works of George E Andrews (With Commentary) (World Scientific Publishing, 2012, ISBN 978-1-84816-666-0)
- Number Theory (Dover, 1994, ISBN 0-486-68252-8)
- The Theory of Partitions (Cambridge University Press, 1998, ISBN 0-521-63766-X)[14]
- Integer Partitions (with Eriksson, Kimmo) (Cambridge University Press, 2004, ISBN 0-521-84118-6)
- Ramanujan's Lost Notebook: Part I (with Bruce C. Berndt) (Springer, 2005, ISBN 0-387-25529-X)[15]
- Ramanujan's Lost Notebook: Part II, (with Bruce C. Berndt) (Springer, 2008, ISBN 978-0-387-77765-8)
- Ramanujan's Lost Notebook: Part III, (with Bruce C. Berndt) (Springer, 2012, ISBN 978-1-4614-3809-0)
- Ramanujan's Lost Notebook: Part IV, (with Bruce C. Berndt) (Springer, 2013, ISBN 978-1-4614-4080-2)
- "Special functions" by George Andrews, Richard Askey, and Ranjan Roy, Encyclopedia of Mathematics and Its Applications, The University Press, Cambridge, 1999.[16]

## Внешние ссылки
- "The Meaning of Ramanujan and His Lost Notebook" 2014
- "Partitions, Dyson, and Ramanujan" 2016